# Leonnates simplex
Leonnates simplex är en ringmaskart som beskrevs av Monro 1939. Leonnates simplex ingår i släktet Leonnates och familjen Nereididae. Inga underarter finns listade i Catalogue of Life.